# Aporobopyrus megacephalon
Aporobopyrus megacephalon är en kräftdjursart som först beskrevs av Hugo Frederik Nierstrasz och Brender a Brandis 1929.  Aporobopyrus megacephalon ingår i släktet Aporobopyrus och familjen Bopyridae. Inga underarter finns listade i Catalogue of Life.